# Espuri Nauci Rútil (cònsol 488 aC)
Espuri Nauci Rútil (llatí: Spurius Nautius Rutilus) va ser un destacat patrici romà, mencionat per Dionís d'Halicarnàs com un dels caps patricis més joves l'any 493 aC quan els plebeus van fer secessió al Mons Sacer.
Va ser elegit cònsol l'any 488 aC amb Sext Furi Medul·lí Fus, any en què Coriolà va marxar contra Roma.